# Georg Kolbe
Georg Kolbe (Waldheim, 1877 - Berlín, 1947) fou un escultor alemany. Treballà a París, Roma, Leipzig i Berlín. D'estil classicista, posteriorment rebé la influència de l'expressionisme. Autor d'obres com Dansarina, el projecte de Monument a Beethoven a Berlín, el Monument als Caiguts en Guerra de Leipzig i El Matí, al Pavelló d'Alemanya de l'Exposició Internacional de Barcelona de 1929.
A la fi de la Segona Guerra Mundial va ser llistat a la Gottbegnadeten-Liste d'artistes irreemplaçables que eren exempts de serveis al front per a protegir l'heritatge cultural alemany.

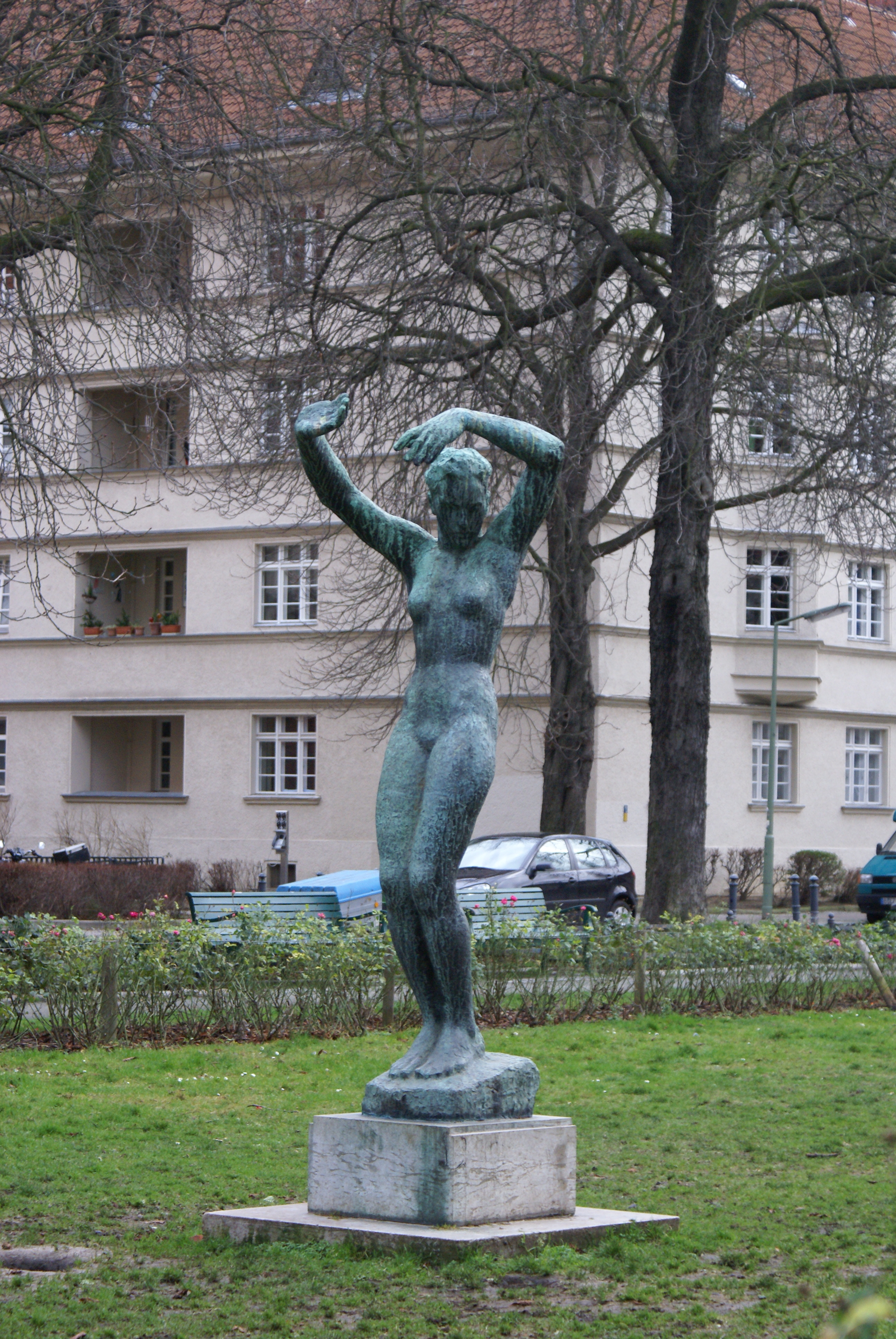
El Matí, al Ceciliengärten de Berlín
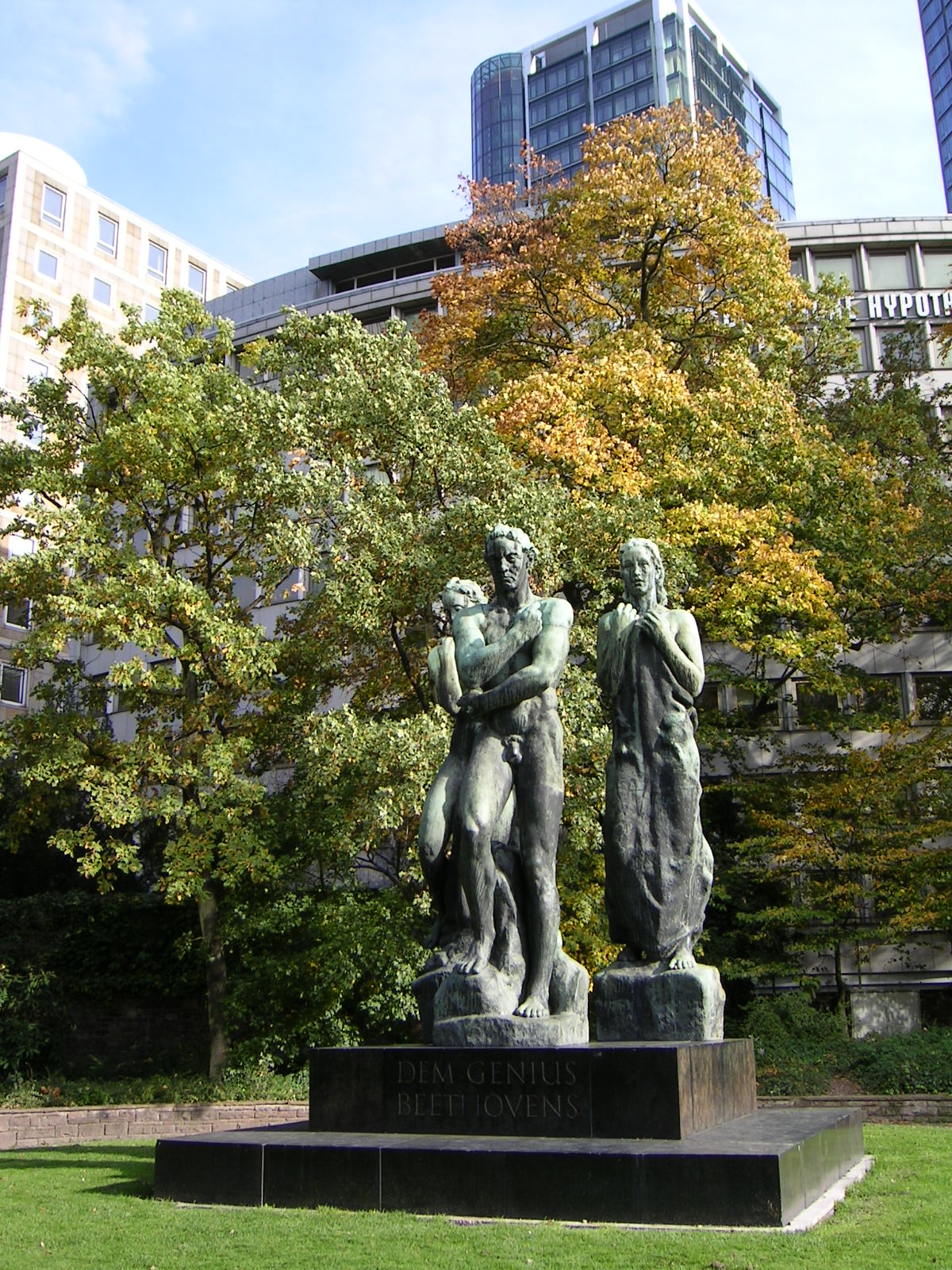
Monument dedicat a Ludwig van Beethoven, Frankfurt
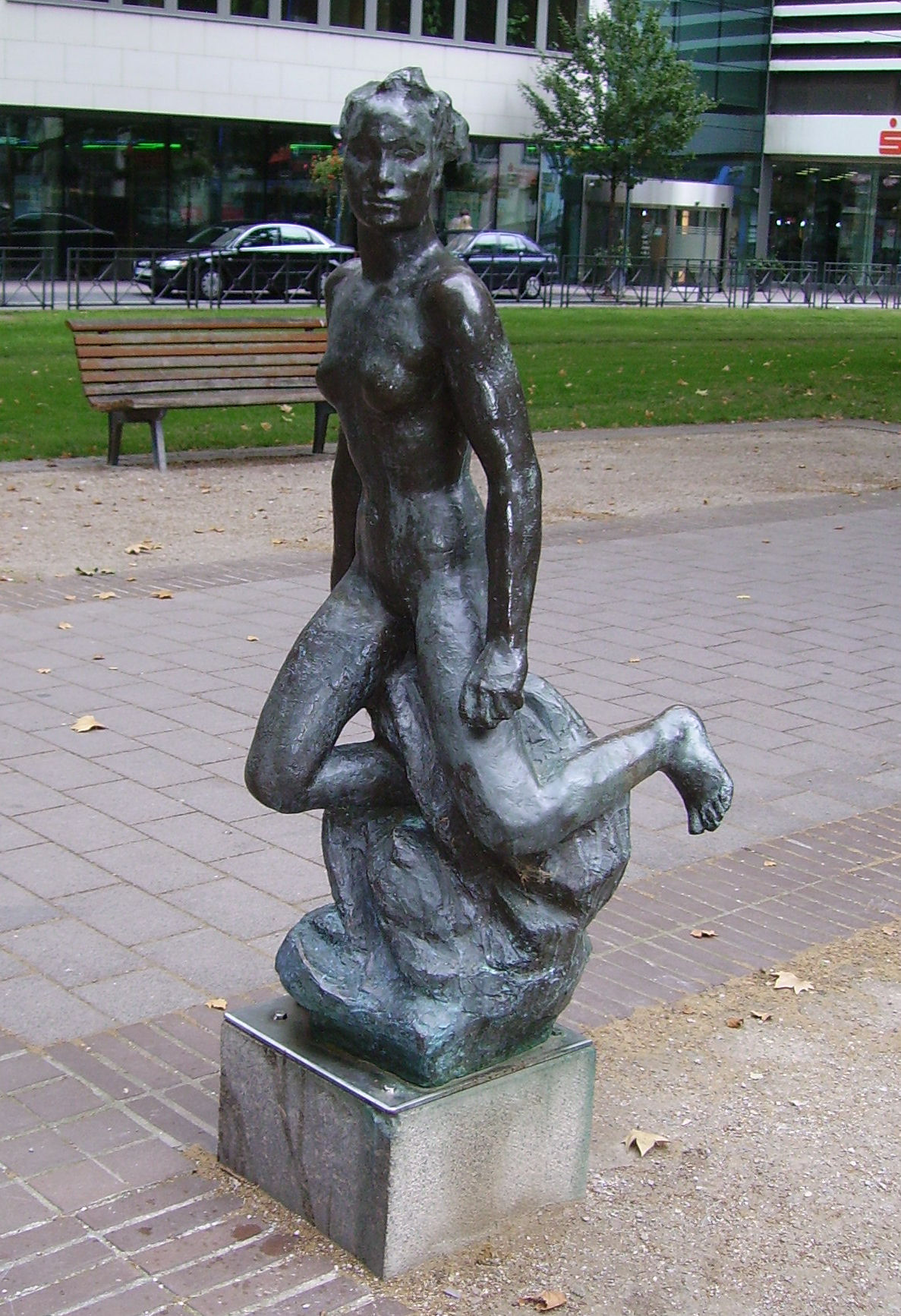
Fliegender Genius, Ludwigsplatz, Ludwigshafen
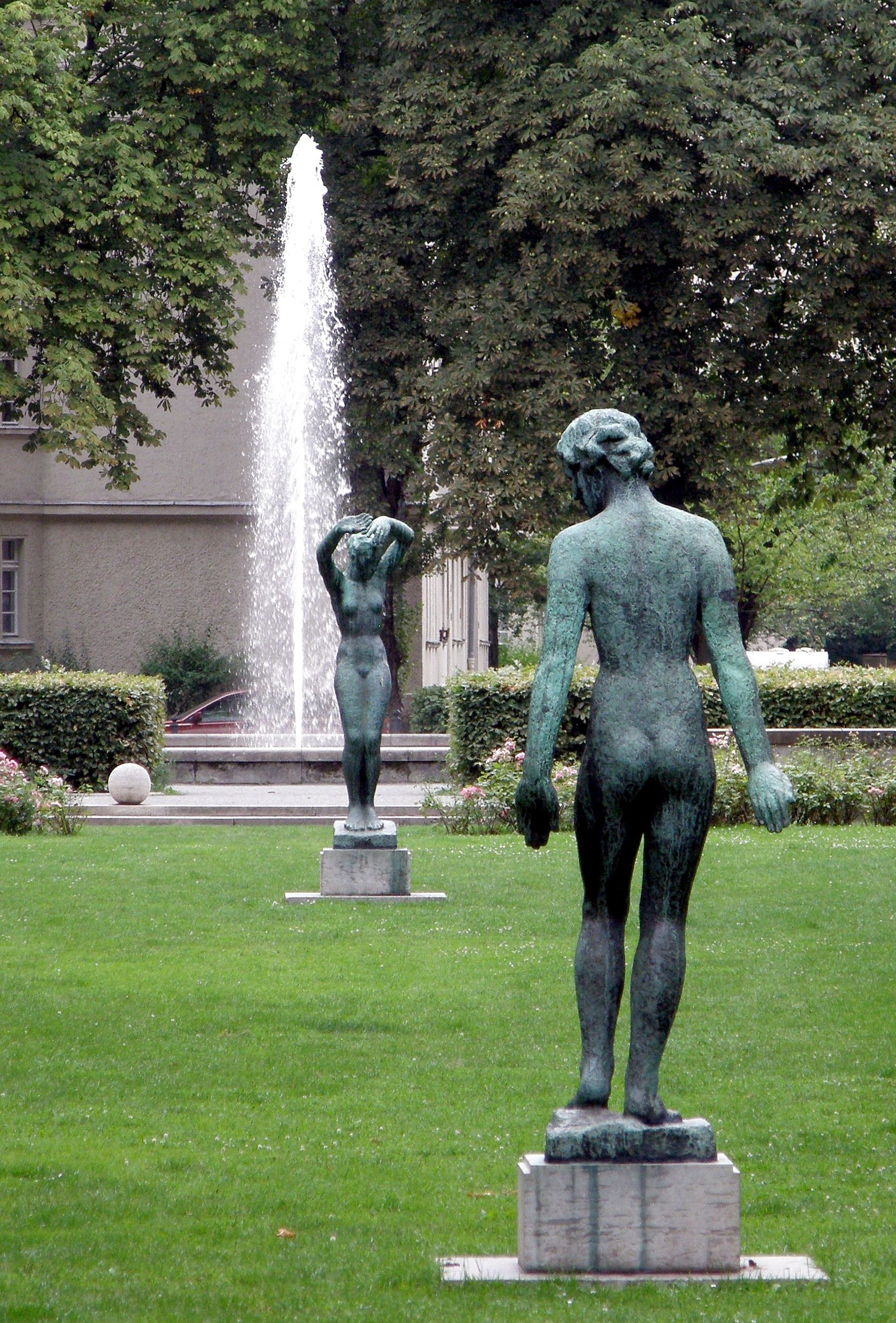
Der Morgen i Der Abend a Berlín